# In the Year 2525
In the Year 2525 (Exordium and Terminus) est une chanson du duo pop-rock américain Zager and Evans composé de Denny Zager et Rick Evans ,qui a été numéro 1 aux États-Unis durant 6 semaines pendant l'été 1969. Écrite en 1964 par Rick Evans et publiée à l'origine par un petit label local en 1967, le morceau a été popularisé par une radio texane deux ans plus tard et distribué à l'échelle nationale puis internationale par RCA Victor.

## Historique
In the Year 2525 (Exordium and Terminus) décrit, millénaire après millénaire (tous les 1010 ans : 2525, 3535...), une humanité qui a de plus en plus recours aux machines et autres pilules pour toutes ses fonctions, jusqu'à disparaître en 9595. Au fur et à mesure, la musique change, le ton monte et le rythme s'accélère, contribuant à l'angoisse de ce morceau.
La chanson n'a pas de refrain. Au bout du compte, en 9595, l'homme sera peut-être encore vivant même s'il a épuisé toutes les ressources de la Terre : le message écologique est clair. Finalement, le règne de l'homme est terminé, mais la chanson repart du début, suggérant la notion de cycles.
Cette chanson sur un monde maudit par sa dépendance et sa soumission aux technologies a trouvé un écho dans le monde entier dans cette période de fin des années 1960. Elle décrit une vision cauchemardesque d'un monde déshumanisé par la technologie. Elle fait référence au retour de Jésus (en 7510) du Jesus movement de la culture hippie.
Elle fait aussi référence à de nombreuses avancées technologiques qui n'existaient pas encore concrètement à l'époque comme les robots, voire pas du tout comme les bébés éprouvette ou la sélection génétique des bébés qui n'avaient été envisagés que dans des romans d'anticipation et jamais dans les médias grand public jusqu'à la sortie de cette chanson en 1969.

## Classement
In the Year 2525 devient numéro 1 du Billboard Hot 100 le 12 juillet 1969 et conserve cette place pendant six semaines. Elle est ainsi en tête des charts lorsque Neil Armstrong marche sur la Lune, le 20 juillet. Le single fait partie des dix meilleures ventes américaines des années 1960, et s'est écoulé à plus de 10 millions d'exemplaires. Au Royaume-Uni, la chanson se classe numéro 1 le 30 août et le reste pendant trois semaines. Zager & Evans n'ont jamais eu d'autres numéros 1, et à ce jour, ce sont les seuls artistes à avoir été des one-hit wonders avec la même chanson au Royaume-Uni et aux États-Unis.
In the Year 2525 fait partie de la liste de chansons dont la diffusion est jugée inappropriée après le 11-septembre établie par Clear Channel, peut-être pour son ton apocalyptique ou parce que l'utilisation d'avions pour les attentats va dans le même sens que le message de la chanson.

## Reprises
Les reprises de cette chanson sont nombreuses, la plus célèbre étant celle du groupe de new wave du début des années 1980 Visage.
- Reprise instrumentale par Franck Pourcel (1969) sous le titre En el año 2525
- Une version francophone intitulée L'an 2005 a été écrite par Boris Bergman et interprétée en 1969 par Dalida et par Richard Anthony et également interprété sous le titre Dans l'année 2525 par le duo Québécois Nicole et Frederic en 1969
- Caterina Caselli et Dik Dik en italien en 1969 (Nel 2023).
- Elle a été reprise en concert par R.E.M., par exemple à Manchester en novembre 1984.
- Reprise par Project Pitchfork (sur Dhyani, 1991)
- Adaptation en japonais par le duo Wink sous le titre Mighty Mighty Love sur l'album Queen of Love (1991)
- Reprise par The Act featuring Clinton III en 1993
- Adaptation par le groupe slovène Laibach (2525 sur l'album Nato 1994).
- Reprise par Bill Murray lors de l'épisode du 25e anniversaire de l'émission de télé Saturday Night Live.
- Elle a été utilisée comme générique des séries télévisées Cleopatra 2525 et Millennium.
- Reprise par Fields of the Nephilim (en bonus sur Mourning Sun, 2005)
- Reprise par Ian Brown sur l'album My Way (2009)
- Reprise par Prince Rama en 2020